# Rache für Alamo
Rache für Alamo ist eine US-amerikanische Filmbiografie aus dem Jahr 1939. Erzählt wird die Lebensgeschichte des US-amerikanischen Politikers und Generals Sam Houston, der eine Schlüsselfigur im Texanischen Unabhängigkeitskrieg war.

## Handlung
Sam Houston, der bei Indianern des Stammes der Cherokee aufwuchs, tritt in die US-Armee ein. Unter General Andrew Jackson nimmt er an der Schlacht am Horseshoe Bend teil und wird dabei verletzt. Die Tapferkeit, die Houston in der Schlacht zeigte, bringt ihm die Freundschaft Jacksons ein. Als Jackson zum Präsidenten der USA gewählt wird, wird Houston Gouverneur von Tennessee. Am Vorabend seiner Wiederwahl heiratet er Eliza Allen. Doch schon bald stellt sich heraus, dass die zögerliche Eliza mit dem ungestümen und wilden Charakter ihres Mannes nicht zurechtkommt. Sie verlässt ihn, was einen Skandal auslöst.
Houston sieht sich gezwungen, von seinem Amt als Gouverneur zurückzutreten. Mit seinem Freund Lannie Upchurch zieht er zu den Cherokees. Als Unterhändler für die Cherokees reist er nach Washington. Dort trifft er bei einem Präsidentenball auf Margaret Lee. Nachdem Präsident Jackson den Forderungen der Indianer zugestimmt hat, reist Houston mit Margaret nach Texas. Bei der Reise mit der Kutsche verlieben sich die beiden ineinander. Houston jedoch wendet sich zuerst politischen Aufgaben zu. Er will den Staat Texas unterstützen, sich von Mexiko zu trennen. Er begegnet Stephen F. Austin, der eine friedliche Lösung anstrebt.
Bald treffen Nachrichten ein, dass General Santa Ana seine Truppen mordend und plündernd durchs Land ziehen lässt. Nun wird auch Austin klar, dass ein Krieg nicht zu verhindern ist. Jackson beauftragt Houston, die Mexikaner zu bekämpfen, und ernennt ihn zum Oberkommandeur der texanischen Truppen. Mit seiner Armee zieht Houston zur Garnison Alamo bei San Antonio. Die Garnison ist jedoch schon gefallen. Houston zieht sich vor den anrückenden Mexikanern zurück. Es kommt zur Schlacht von San Jacinto, bei der Houston über die Truppen Santa Anas siegt. Der Sieg macht den Weg zur Unabhängigkeit von Texas frei. Als Texas später der Union beitritt, dankt der sterbende Präsident seinem alten Freund für dessen Kampf für Jacksons Grundlagen der Demokratie.

## Hintergrund
Die US-Premiere fand am 28. April 1939 statt. In Deutschland erschien der Film erstmals am 12. Dezember 1950 in den Kinos.
Das Budget der Produktion der Republic Pictures lag bei ca. einer Million US-Dollar. Damit war der Film einer der teuersten der Gesellschaft, was auch auf die teure Werbekampagne zurückzuführen ist. Die Kostüme stammten von Adele Palmer und Edith Head, der später achtfachen Oscar-Preisträgerin, die in diesem Film das erste Mal in den Credits erwähnt wird. Für die Stunts war unter anderem Yakima Canutt verantwortlich.
In weiteren kleinen Nebenrollen sind unter anderem George Montgomery als junger Leutnant, Robert J. Wilke als Texaner und der frühere Olympiasieger in Leichtathletik-Mehrkampf Jim Thorpe als Cherokee zu sehen. Chief Thundercloud, Darsteller eines Cherokeekriegers, wurde als Victor Daniels geboren. Er gehörte zu den Cherokee, hatte zudem irische, schottische und deutsche Vorfahren. Oftmals als Indianer eingesetzt, wurde er vor allem als Tonto, dem indianischen Freund von Lone Ranger, bekannt.

## Kritiken
Das Lexikon des internationalen Films befand, dass Sam Houston „hier als eine Art Western-Held vorgeführt wird und entsprechende Abenteuer erlebt.“
Frank S. Nugent von der New York Times bezeichnete den Film als nicht gerade taktvoll, aber als bemerkenswert gut, farbig, leidenschaftlich und dramatisch.

## Auszeichnungen
1940 wurde der Film drei Mal für den Oscar nominiert, in den Kategorien Beste Filmmusik, Bestes Szenenbild (John Victor Mackay) und Bester Ton (Charles L. Lootens).